# 水杨嗪酸
水杨嗪酸（也称藻纹苔酸）是一种有机化合物，化学式C18H12O10，属于一种缩酚酸环醚，是地衣的次级代谢产物，存在于大叶梅属（Parmotrema）、球针叶属（Bulbothrix）等地衣中。

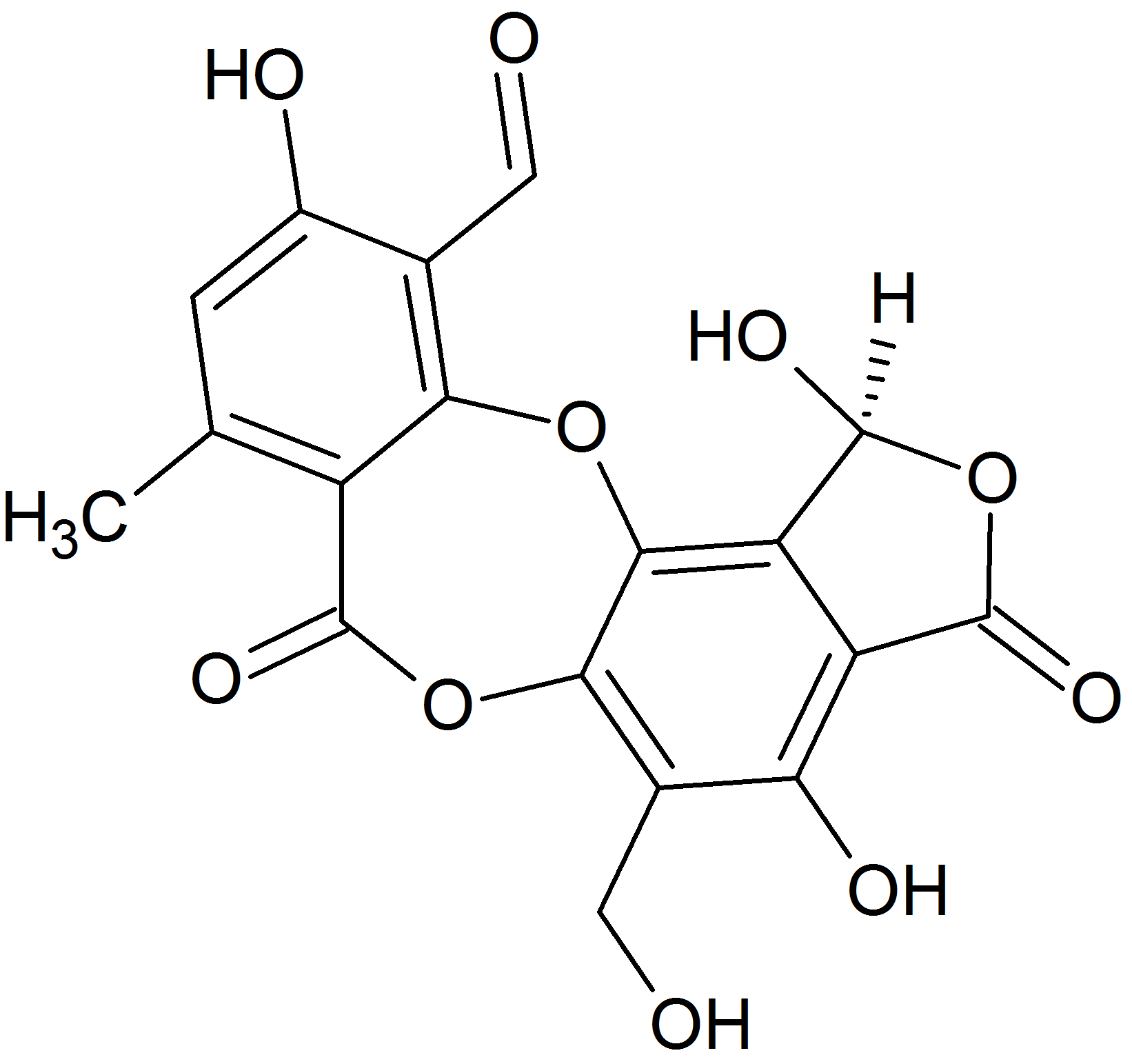
(S)-水杨嗪酸
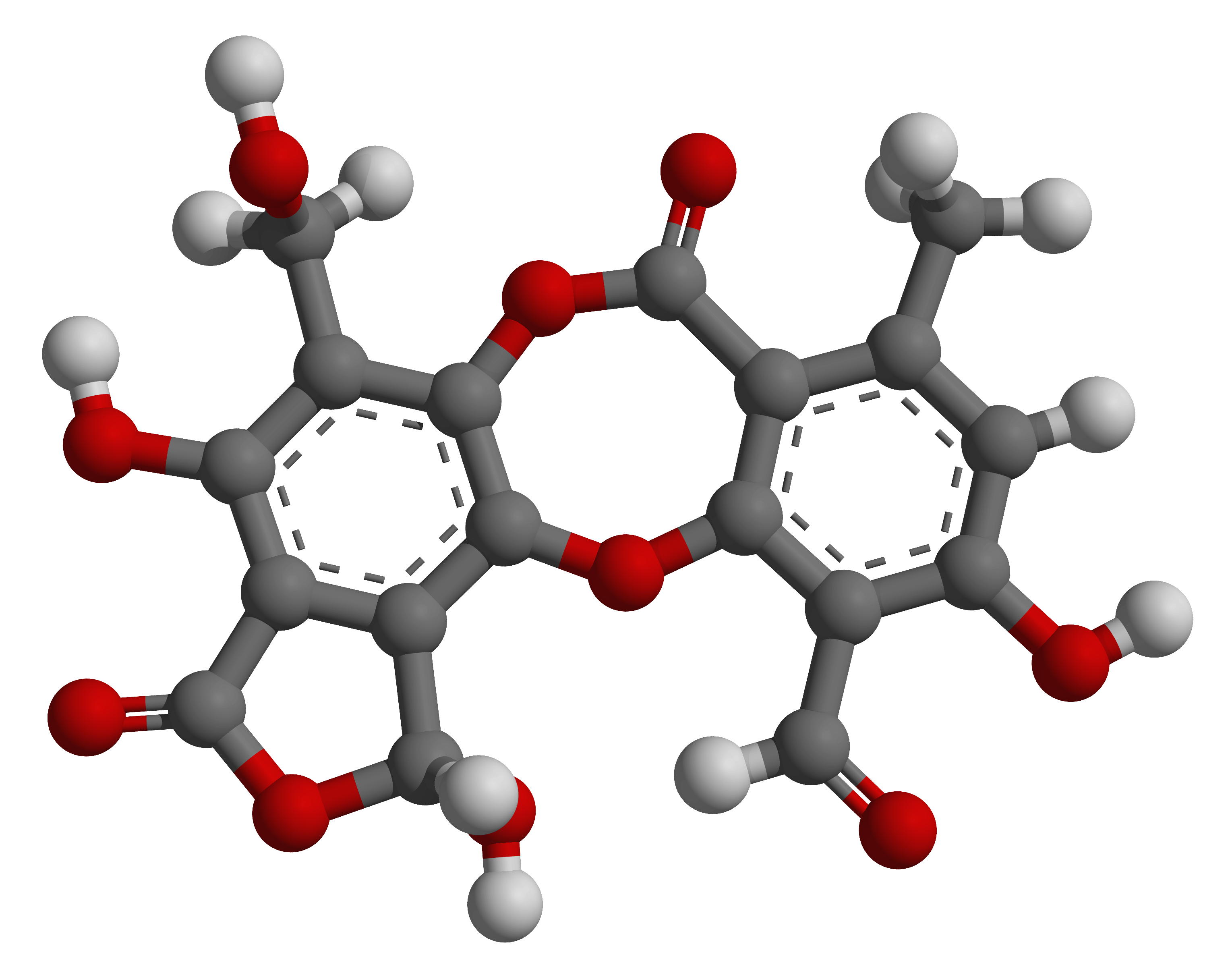
(S)-水杨嗪酸的球棍模型